# Čelobrdo
Čelobrdo (cyr. Челобрдо) – wieś w Czarnogórze, w gminie Budva. W 2011 roku liczyła 7 mieszkańców.